# Солария
Солария е измислена планета в поредицата от науно-фантастични книги на Айзък Азимов посветени на Роботите и Фондацията. Тя е сцена на действие в романите Голото слънце, Роботите и империята и Фондация и Земя.

## История
Хронологически Солария е последния колонизиран свят от групата на т.нар. Външни (космолитски) светове. За първи път планетата е заселена 300 години преди развитието на действието в романа Голото слънце от хора обитавали дотогава отстоящата на 2 парсека космолитска планета Нексон. Причина за колонизацията става нарастването на нексонианското население до 2 милиона души, което се счита от космолитите за равностойно на пренаселване на планетата и налага ограничаване на броя на роботите на всяко семейство. В опит да избегнат това и други ограничения част от жителите на Нексон се заселили на близката гостоприемна и плодородна Солария. Първоначално много от новите обитатели на планетата я използват като място за отдих и я посещават само за определен период от годината, но големите удобства, които тя предлага привличат вниманието на все повече заселници, които се установяват за постоянно. Скоро изникват и специализирани в производството на роботи фабрики, които дават преднина на Солария в роботостроенето.
За да не повторят съдбата на Нексон и непрекънато нарастващото му население, водачите на Солария успяват безкръвно да извоюват независимост за своята планета и въвеждат строг контрол над имиграцията и естествения прираст на населението. Те се стремят и да поддържат висок стандарт на живот чрез непрекъснато увеличаване броя и разнообразието на соларианските роботи, голяма част от които се изнасят за останалите Външни светове. Избраният път на развитие постепенно води Солария към все по-силно желание за изолация от останалата част на галактиката, тенденция която достига връх 500 години след първото заселване на планетата, с привидното „изчезване“ на соларианското население по време на събитията описани в романа Роботите и империята.

## Общество
Соларианското общество представлява крайност в развитието на космолитските светове и в много отношения противоположност на земното общество. От самото си заселване планетата има много малка гъстота на населението, която се поддържа ниска чрез стриктен контрол над броя на населението и позволява на всеки солариански гражданин да притежава свое имение с прилежащата му земя от десетки хиляди квадратни километра. Общия брой на именията достига около 10 000 като част от тях се обитават от семейни двойки. Всяко имение се поддържа от огромен брой роботи, а самите соларианци, поради своята малобройност, почти не се срещат по между си, а предпочитат общуването чрез видео контакт като личните срещи се толерират единствено при осъществяване възпроизводителната функция на човека. Така по времето, когато Илайджа Бейли посещава планетата тя е обитавана от около 20 000 човешки същества и 200 000 000 роботи. Планетата се гордее с постигнатото съотношение от 10 000 робота към 1 човек, макар и общия брой на машините значително да отстъпва на този на редица други космолитски светове.
Около 500 години след заселването на планетата еволюцията на соларианското общество и неспирният му стремеж към пълна изолация водят до цялостно прекъсване на всякакъв вид комуникации между него и останалата част на галактиката. Населението се оттегля под повърхността на Солария и придава изоставен вид на своята планета. За да осигурят пълното си спокойствие соларианците успяват да програмират роботите си да унищожават всеки чуждопланетянин стъпил на повърхността, заобикаляйки по този начин Трите закона на роботиката.
Впоследствие със западането и изчезването на останалите космолитски светове съществуването на Солария и напълно забравено. За следващите 20 000 години останалото скрито соларианско общество се съсредоточава върху развитието си чрез генно модифициране на своите членове. По времето, когато Голан Тривайз, Янов Пелорат и Блисенобиарела посещават Солария през 499 г. от ерата на Фондацията (12 566 г. от Галактическата ера или 25 066 г. от сл. Хр.) соларианците са се превърнали в хермафродити, отстранявайки абсолютно необходимостта от какъвто и да е личен човешки контакт, които притежават способност сходна с телекинезата. В действителност те са се променили дотолкова, че дори дават повод да бъдат разглеждани като биологичен вид различен от човешкия. През тази епоха общия брой на соларианците е 1200 като всеки от тях, подобно на далечните си предци, живее в свое имение и е обслужван и е охраняван от хиляди роботи.